# 乐业县

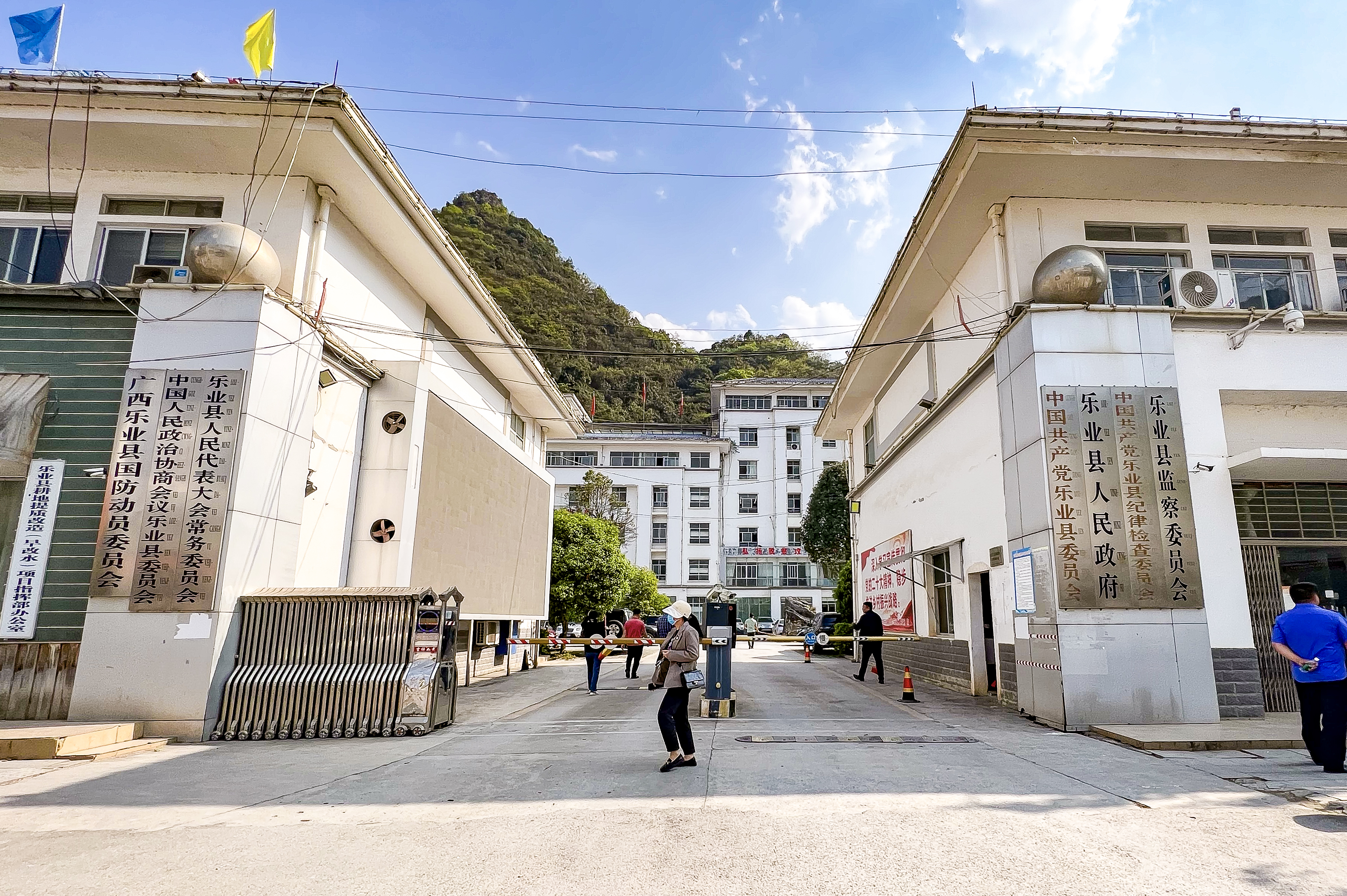
乐业县政府

乐业县是中国广西壮族自治区百色市所辖的一个县。总面积为2617平方公里，縣人民政府駐同樂鎮。

## 历史
1961年8月，凌乐县分县，复置乐业县。

## 人口
根據第七次人口普查數據，截至2020年11月1日零時，樂業縣常住人口為146397人。

## 行政区划
乐业县下辖4个镇、4个乡：
同乐镇、甘田镇、新化镇、花坪镇、逻沙乡、逻西乡、幼平乡和雅长乡。

## 交通
- 银百高速、 212国道。

## 特产
- 乐业猕猴桃：中国地理标志产品。
- 雅长铁皮石斛：中国地理标志产品。